# Timan (naturreservat)
Timan är ett naturreservat på Linderödsåsen i Hörby kommun.
Reservatet består till största delen av en flerskiktad bokskog med träd av varierande ålder. I sydväst finns en sumpskog med björk och i nordväst ett fuktigt stråk med klibbal. I bokskogen finns rikt med döda träd i form av högstubbar och lågor. Vid nyckelbiotopsinventeringar 1995 och 1999 hittades många sällsynta lavar, mossor och svampar i området. Längs med reservatets norra och västra kant finns en välbevarad stenmur.
Reservatet har en lång kontinuitet som skogsmark och finns på Bhurmans Skånekarta från 1684 som "bökeskog" med namnet "Thymans skog". Vid laga delning 1751 var området utmark till Köinge och benämndes "Skogen Timan". Större delen var fram till 1994 domänreservat då Naturvårdsverket köpte området.
Timan är även ett natura 2000-område. 

## Flora och fauna
Av lavar finns det grön lundlav, gulnål, kornig nållav, lönnlav och den i Skåne ovanliga mjölig knopplav, samt de rödlistade bokkantlav, bokvårtlav, havstulpanlav och rosa lundlav. Även mossor är rikt representerade med arter som stor ärgmossa och de rödlistade fällmossa och platt fjädermossa. Av svampar finns arter som bokticka, fnöskticka och den rödlistade koralltaggsvampen. I reservatet finns både mindre hackspett och den rödlistade spillkråkan.